# Alpaida gracia
Alpaida gracia är en spindelart som beskrevs av Levi 1988. Alpaida gracia ingår i släktet Alpaida och familjen hjulspindlar. Inga underarter finns listade i Catalogue of Life.